# Plicaherpia papillata
Plicaherpia papillata is een Solenogastressoort uit de familie van de Phyllomeniidae. De wetenschappelijke naam van de soort is voor het eerst geldig gepubliceerd in 2010 door Garcia-Álvarez, Zamarro & Urgorri.